# Claviblowiella
Claviblowiella es un género de foraminífero planctónico de la familia Schackoinidae, de la superfamilia Planomalinoidea, del suborden Globigerinina y del orden Globigerinida. Su especie tipo es Claviblowiella saundersi. Su rango cronoestratigráfico abarca desde el Aptiense superior hasta el Albiense inferior (Cretácico inferior).

## Descripción
Claviblowiella incluía especies con conchas inicialmente trocoespiraladas y finalmente planiespiraladas, de forma cruciforme o estrellada; sus cámaras eran inicialmente globulares, después alargadas radialmente y comprimidas axialmente, y finalmente claviformes; sus suturas intercamerales eran rectas e incididas; su contorno era fuertemente lobulado y estrellado; su periferia era redondeada; su ombligo era amplio; su abertura principal era ecuatorial e interiomarginal, de arco bajo, y protegida por un pórtico; la porción interiomarginal de las aberturas de las cámaras precedentes podían permanecer como aberturas relictas en ambas áreas umbilicales, en ocasiones dejando las suturas cubiertas por pórticos relictos; presentaban pared calcítica hialina radial, microperforada, con la superficie lisa.

## Discusión
El género Claviblowiella no ha tenido mucha difusión entre los especialistas. Algunos autores han considerado Claviblowiella un sinónimo subjetivo posterior de Blowiella, aunque otros lo consideran un taxón distinto y válido distinguible por la diferente forma de la cámara con respecto a Blowiella (claviformes vs. globulares). Algunas clasificaciones han incluido Claviblowiella en la subfamilia Globigerinelloidinae de la familia Globigerinelloididae.

## Paleoecología
Claviblowiella incluía especies con un modo de vida planctónico, de distribución latitudinal cosmopolita, preferentemente tropical-subtropical, y habitantes pelágicos de aguas superficiales a profundas (medio epipelágico a batipelágico superior).

## Clasificación
Claviblowiella incluye a las siguientes especies:
- Claviblowiella saundersai †
- Claviblowiella sigali †

Otra especie considerada en Claviblowiella es:
- Claviblowiella minai †